# Carl Svensson
Carl Gustaf Gunnar Svensson (Stockholm, 1879. augusztus 8. – Sundbyberg, 1956. október 28.) az 1906-os nem hivatalos olimpiai játékokon bronzérmet nyert svéd kötélhúzó, súlyemelő.
Az 1906. évi nyári olimpiai játékokon indult kötélhúzásban. Egyenes kieséses volt a verseny. Az első körben kikaptak a görögöktől, majd a bronzmérkőzésen megverték az osztrákokat.
Szintén az 1906-os olimpián 5. lett egykezes súlyemelésben.